# Marco Antonio Ansidei
Marco Antonio Ansidei (Perugia, 1 de setembro de 1671 - Roma, 14 de fevereiro de 1730) foi um cardeal do século XVIII

## Biografia
Nasceu em Perugia em 1 de setembro de 1671. Filho de Giuseppe Ansidei, pajem e gentiluomo do Grão-Duque Cosimo II, e Deianira Eugeni. Seu primeiro nome também está listado como Marcantonio; e seu sobrenome como Asindaeis, Ansideus e Ansideo.
Estudos iniciais em Perugia; foi para Roma em 1685 e estudou no Collegio Clementino (filosofia e teologia); voltou a Perugia e frequentou a Universidade de Perugia, obtendo um doutorado in utroque iure, tanto canônico quanto civil, em 5 de maio de 1694.
Advogado na Cúria Romana. Referendário dos Supremos Tribunais da Assinatura Apostólica da Justiça e da Graça, 13 de julho de 1702. Eleitor e relator na SS.CC. de Bom Governo e Índice, 1705. Auditor do Supremo Tribunal da Assinatura Apostólica, 1706. Agregado ao colégio de jurisconsultos da Universidade de Perugia, 1708; logo retornou a Roma. Tenente do auditor da Câmara Apostólica, outubro de 1712. Secretário da SC do Concílio Tridentino, janeiro de 1716. Cônego da basílica patriarcal vaticana, fevereiro de 1717. No final de 1717, o papa o designou como companheiro (pró-assessor) de Domenico Sauli, assessor da Supremo SC da Inquisição Romana e Universal, que por motivo de doença se encontrava impossibilitado de exercer as suas funções, janeiro de 1718; ele se tornou o assessor em março de 1722. Decano do Supremo Tribunal da Assinatura Apostólica da Graça. Recebeu o diaconato, em 4 de abril de 1722. Concedida permissão para receber a ordenação sacerdotal fora das Têmporas, em 16 de junho de 1724.
Eleito arcebispo titular de Damiata, com dispensa por ter recebido apenas o diaconato, em 12 de junho de 1724. Consagrado em 9 de julho de 1724, capela paulina, palácio Quirinale, Roma, pelo Papa Bento XIII, coadjuvado por Niccolò Lercari, arcebispo titular de Nazianzo, e por Camillo Paolucci, arcebispo titular de Iconio. Assistente do Trono Pontifício, 6 de outubro de 1724. Participou do Concílio Lateranense de 1725.
Criado cardeal e reservado in pectore no consistório de 9 de dezembro de 1726; publicado no consistório de 30 de abril de 1728; recebeu o gorro vermelho e o título de S. Pietro in Montorio, em 10 de maio de 1728. Transferido para a diocese de Perugia, com título pessoal de arcebispo e mantendo todos os outros cargos, em 16 de dezembro de 1726. Optou pelo título de S. Agostino, 6 de julho (ou 3 de agosto) de 1729.
Morreu em Roma em 14 de fevereiro de 1730, de uma doença obstinada. Transferido para o seu título, S. Agostino, à tarde; a capella papalis ocorreu no dia seguinte; e foi sepultado nessa mesma igreja em frente ao altar-mor. A oração fúnebre do falecido cardeal foi proferida por Carlo Bruschi, professor de eloquência da Universidade de Perugia; ao final da oração, incluiu um breve relato em latim da vida do cardeal. Em sua lápide estão inscritas as armas do cardeal e um honroso elogio fúnebre, colocado por seu irmão, o conde Filippo Ansidei.